# Stemma della Carolina del Nord

Stemma della Carolina del Nord

Lo stemma della Carolina del Nord (ufficialmente in inglese Great Seal of the State of North Carolina, ossia Gran Sigillo dello Stato della Carolina del Nord) è stato autorizzato ufficialmente per la prima volta attraverso la Costituzione della Carolina nel 1776, creato nella sua prima forma nel 1778, mentre ha assunto la raffigurazione attuale nel 1835.
In esso sono presenti le figure di Libertà e Abbondanza che si guardano: Libertà è disposta in piedi nella parte sinistra dello stemma ed ha nella mano sinistra un'asta con un berretto e nella mano destra una pergamena con su scritto Constitution; mentre Abbondanza è nella parte destra, seduta con il braccio destro allungato che tiene tre spighe di grano e nella mano sinistra mantiene una cornucopia il cui contenuto si apre ai suoi piedi. Sullo sfondo della stemma è raffigurata una montagna, alle spalle di Libertà, l'oceano e una nave a tre alberi, alle spalle di Abbondanza. Nella parte superiore del cerchio centrale è incisa la data May 20, 1775 (20 maggio 1775).
Il motto dello stato, Esse quam videri, è scritto nella parte inferiore della fascia circolare che avvolge lo stemma, mentre tutto intorno ad esso è iscritto The Great Seal of the State of North Carolina.
Nel 1971 è stato ufficialmente riconosciuto e standardizzato dal procuratore generale di Stato, dopo che venne scoperto che ve ne esisteva più di una versione. Nel 1983, inoltre, venne aggiunta una revisione, che riguardò l'introduzione della data del 12 aprile 1776 (April 12, 1776), data delle risoluzioni di Halifax e che si aggiunse a quella già presente del 20 maggio 1775, che fa riferimento alla dichiarazione di indipendenza di Mecklenburg.